# Groupe Baumgartner Holding
Die Groupe Baumgartner Holding SA mit Sitz in Crissier ist eine in der Verpackungs- und Papierindustrie tätige Schweizer Unternehmensgruppe.
Über ihre hundertprozentige Tochtergesellschaft, die 1924 gegründete Compagnie Franco Suisse SAS, stellt sie flexible Verpackungen aus Papier und Kunststoff für die Lebensmittelindustrie her. Die Groupe Baumgartner Holding beschäftigt nach einer tief greifenden Umstrukturierung rund 220 Mitarbeiter und erwirtschaftete 2007 einen Umsatz von 51 Millionen Schweizer Franken. Auf seinem Höhepunkt um die Jahrtausendwende zählte der Konzern mit vier Divisionen über 1'200 Mitarbeiter und einen Umsatz von mehr als 350 Millionen Schweizer Franken. Die Groupe Baumgartner Holding ist an der Schweizer Börse SIX Swiss Exchange kotiert.

## Geschichte
Das Unternehmen geht auf die im 19. Jahrhundert im Papierhandelsgeschäft tätige Stouky et Friederich in Lausanne zurück. Der aus Cham stammende Joseph Baumgartner trat dort 1887 zuerst als Angestellter ein, wurde später Teilhaber und kauft die Firma 1924. Zusammen mit seinen Söhnen Pierre (1903–1965), Maurice (1899–1976) und André (1907–1980), diversifizierte er den Betrieb. Zum Grosshandel kam die Papierverarbeitung und ab 1937 die Produktion von Zigarettenfiltern hinzu. 1947 wurde eine Filiale in Zürich eröffnet, die 1975 nach Brunegg verlegt wurde. Die abenteuerliche Unternehmensleitung durch Pierre Baumgartner führte 1957 zum Konkurs des Familienunternehmens. 
Unter der Leitung seines Bruders Maurice wurden im gleichen Jahr die Aktivitäten unter der neuen börsenkotierten Baumgartner Papiers SA reorganisiert und weitergeführt. 1971 wurde der Hauptsitz nach Crissier verlegt. Mit Jacques Baumgartner, der ab 1991 das Präsidium des Verwaltungsrates übernahm, stieg 1977 die dritte Generation in die Unternehmensführung ein. Dieser baute das Unternehmen weiter aus und richtete es zu einer international tätigen Unternehmensgruppe mit vier Geschäftsbereichen und mehreren Standorten im Ausland aus. Ihre Aktivitäten umfassten die vier Bereiche Lebensmittelverpackungen, Zigarettenfilter und Filzpatronen für Schreibgeräte, Briefumschläge sowie Papier für die graphische Industrie. 
Das schwierige, von einem harten Konkurrenzkampf geprägte Branchenumfeld brachte das Unternehmen ab 2001 in eine schwerwiegende Krise. Die Groupe Baumgartner Holding sah sich in der Folge zu verschiedenen Restrukturierungsmassnahmen gezwungen. Diese führten zum Verkauf oder zur Schliessung fast sämtlicher Bereiche sowie auf die Fokussierung auf das Verpackungsgeschäft für die Lebensmittelindustrie. 
2007 trat Jacques Baumgartner von seinem Amt als Verwaltungsratspräsident des stark redimensionierten, seit 2004 wieder Gewinn schreibenden Unternehmens zurück. 2008 wurde die Groupe Baumgartner Holding vom Industriekonzern Behr Bircher Cellpack BBC übernommen. Diese plant, die einzig verbliebene Tochtergesellschaft Compagnie Franco Suisse SAS in den eigenen Konzern zu integrieren.